# The Fate of the Furious: The Album
The Fate of the Furious: The Album è la colonna sonora del film Fast & Furious 8, pubblicata il 14 aprile 2017 dalla Atlantic Records e dalla Universal Music Group.
La colonna e composta da cinque singoli: Go Off, Hey Ma, Good Life, Gang Up e Horses.

## Singoli
Il primo singolo estratto dalla colonna sonora, chiamato Go Off è stato pubblicato il 2 marzo 2017. La canzone è stata eseguita da Lil Uzi Vert, Quavo e da Travis Scott. Il secondo singolo, Hey Ma, è stato pubblicato il 10 marzo. La canzone è stata eseguita da Pitbull e J Balvin con Camila Cabello. Il terzo singolo, Good Life, è stato pubblicato il 17 marzo. La canzone è stata eseguita da G-Eazy e Kehlani. Il quarto singolo, "Gang Up", è stato pubblicato il 24 marzo. La canzone è stata eseguita da Young Thug, 2 Chainz, Wiz Khalifa e PnB Rock. Il quinto singolo, Horses, è stato pubblicato il 30 marzo. La canzone è stata eseguita da PnB Rock, Kodak Black e A Boogie wit da Hoodie. Il sesto singolo estratto è stato Candy Paint, pubblicato il 17 aprile 2017.

## Tracce
1. Gang Up (Young Thug, 2 Chainz, Wiz Khalifa e PnB Rock) – 3:51 (testo: Jeffery Williams, Tauheed Epps, Cameron Thomaz, Rakim Allen, Vincent Watson, The Monsters & Strangerz, Alexander Izquierdo, Nelson Kyle, Mike Molina, Johnny Mitchell – musica: Invincible Beats, The Agency)
2. Go Off (Lil Uzi Vert, Quavo e Travis Scott) – 3:37 (testo: Symere Woods, Quavious Marshall, Jacques Webster, Shane Lindstrom, Breyan Isaac, Christopher Featherstone, Justin Featherstone, William Featherstone, Matthew Featherstone – musica: The Featherstones, Murda Beatz, Isaac)
3. Good Life (G-Eazy e Kehlani) – 3:45 (testo: Gerald Gillum, Kehlani Parrish, Benjamin Diehl, Marco Rodriguez Diaz, Jason Evigan, Holly Hafermann, Justin Franks, Danny Majic, Andrew Thomas, Moses Davis, Steven Marsden, Vanessa Carlton, Dean Mundy – musica: DJ Frank E, Ben Billions, Infamous, Evigan, Danny Majic)
4. Horses (PnB Rock, Kodak Black e A Boogie wit da Hoodie) – 4:09 (testo: Allen, Kodak Black, Dieuson Octave, Artist Dubose, Norman Payne – musica: DJ Chose)
5. Seize the Block (Migos) – 3:59 (testo: Marshall, Kirshnik Ball, Kiari Cephus, Samuel Gloade, Jerel Nance – musica: 30 Roc)
6. Murder (Remix) (YoungBoy Never Broke Again feat. 21 Savage) – 3:20 (testo: Kentrell Gaulden, Shayaa Joseph, Damion Williams – musica: DJ Swift)
7. Speakerbox (F8 Remix) (Bassnectar feat. Ohana Bam e Lafa Taylor) – 3:08 (testo: Lorin Ashton, May Sian Lim, Brenton Smith, Lafayette Taylor – musica: Bassnectar)
8. Candy Paint (Post Malone) – 3:49 (testo: Austin Post, Louis Bell – musica: Post Malone, Bell)
9. 911 (Kevin Gates) – 3:12 (testo: Kevin Gilyard, Rupert Thomas, Jr., Adam Feeney, Maxwell Ramsey, Shannon Sanders, Brittany Chi Coney, Denisia Andrews, Willie Baker, India Arie Simpson – musica: Sevn Thomas, Frank Dukes, Gian Stone)
10. Mamacita (Lil Yachty feat. Rico Nasty) – 3:22 (testo: Miles McCollum, Johnny Mitchell, Evigan, Watson, Glenda Proby, Jocelyn Donald – musica: Invincible Beats)
11. Don't Get Much Better (Jeremih, Ty Dolla Sign e Sage the Gemini) – 4:25 (testo: Jeremih Felton, Tyrone Griffin, Dominic Woods, Eric Frederic, Andreas Schuller, James Wong, Proby, Mitchell, Floyd Bentley, Michael Holmes, Sean Douglas, Akeel Henry, Christian Ward – musica: Ricky Reed, Axident, Gladius, DZ)
12. Hey Ma (Versione Spagnola — Pitbull e J Balvin feat. Camila Cabello) – 3:14 (testo: Armando Christian Perez, Jose Balvin, Karla Cabello, Jamie Sanderson, Tinashe Sibanda, Philip Kembo, Andres Davis Restrepo, Rosina Russell, Mitchell, Johnny Yukon – musica: Sermstyle, Al Burna, T-Collar, Pip Kembo, Rolo, Yukon)
13. La Habana (Pinto "Wahin" e DJ Ricky Luna feat. El Taiger) – 2:44 (testo: José Colorado, Ricky Luna, Jose Zaldivar – musica: DJ Ricky, LunaWahin)
14. Hey Ma (J Balvin e Pitbull feat. Camila Cabello) – 3:15 (testo: Perez, Balvin, Cabello, Sanderson, Sibanda, Kembo, Russell, Mitchell, Restrepo, Yukon – musica: Sermstyle, T-Collar, Kembo, Yukon)